# 居滕巴赫
居滕巴赫是德国巴登-符腾堡州的一个市镇。总面积18.49平方公里，总人口1187人，其中男性598人，女性589人（2011年12月31日），人口密度64人/平方公里。